# Synagoge (Zagreb)

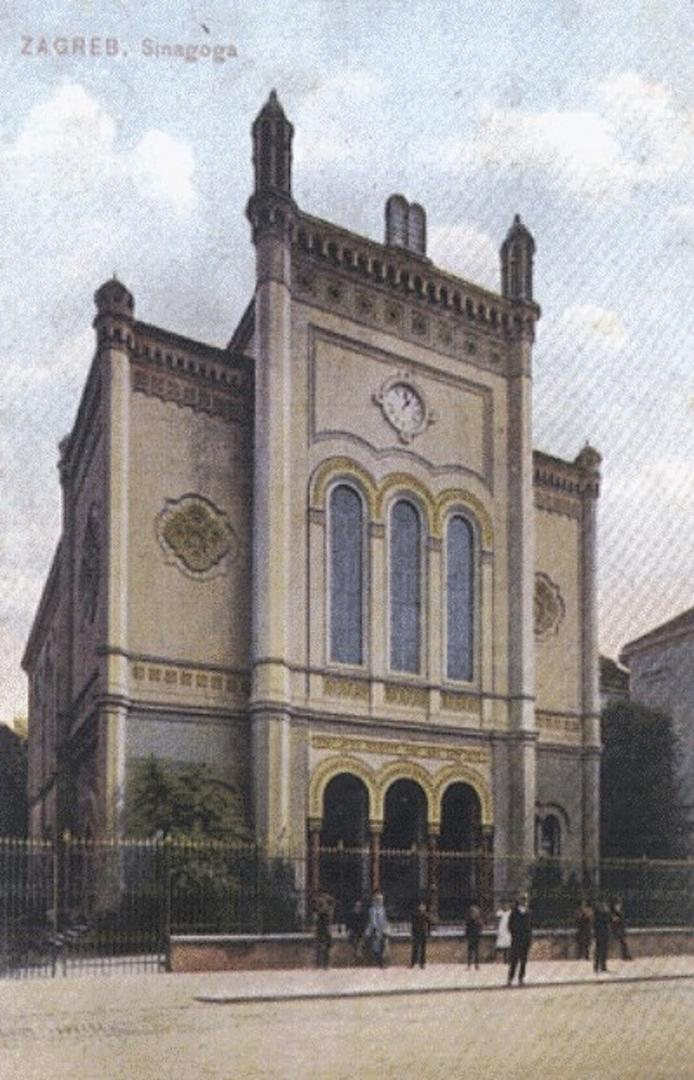
Synagoge in Zagreb

Die Synagoge in Zagreb wurde 1866/67 nach Plänen von Franjo Klein (1828–1889) im maurischen Stil erbaut. Während der Zeit des Unabhängigen Staates Kroatien wurde sie von kroatischen Faschisten zerstört. Anfang Februar 2018 erklärte der Zagreber Bürgermeister Milan Bandić, eine neue Synagoge für die Jüdische Gemeinde Zagreb errichten zu lassen.
Als Vorbild diente der Wiener Leopoldstädter Tempel.